# Fleischers wilgenroosje
Fleischers wilgenroosje (Epilobium fleischeri, synoniemen: Chamerion fleischeri) is een meerjarige plant uit de teunisbloemfamilie.

## Beschrijving
De vrij sterk vertakte plant wordt 20-40 cm hoog. Vanuit een verdikte wortelstok ontspruiten de stengels, eerst gebogen of horizontaal, later opstijgend. Vanuit ondergrondse uitlopers kan de plant vrij grote oppervlakten overdekken.
De bloemen hebben roze kroonbladen, en zijn 2-4 cm in doorsnee. Ze staan eindstandig aan de stengels, in kleine groepen tussen de bladeren. De kelk is donkerder, rood van kleur, en staan evenals bij het wilgenroosje tussen de kroonbladen. De dikke stijl is circa half zo lang als de meeldraden. De doosvruchten zijn kort aanliggend behaard.

## Voorkomen
De kalkmijdende plant komt in de Alpen voor van Tirol naar het westen, tot op hoogten van 2700 m. In Tirol en Vorarlberg geldt ze als bedreigd. In Zwitserland is ze algemener. 
De biotoop bestaat uit kiezelbeekoevers, morenen, etc. Met haar lange uitlopers en haar lichte zaden verovert ze gemakkelijk nieuwe steenlawines. 's Winters sterft het deel boven de grond af.
... · 
E ciliatum (Beklierde basterdwederik) · 
E collinum (Heuvelbasterdwederik) · 
E. fleischeri (Fleischers wilgenroosje) · 
E. hirsutum (Harig wilgenroosje) · 
E. lanceolatum (Lancetbladige basterdwederik) · 
E. montanum (Bergbasterdwederik) · 
E. obscurum (Donkergroene basterdwederik) · 
E. palustre (Moerasbasterdwederik) · 
E. parviflorum (Viltige basterdwederik) · 
E. roseum (Bleke basterdwederik) · 
E. tetragonum (Kantige basterdwederik) · 
...